# Scriptorium
Scriptorium, tysk: Skriptorie,
middelalderlatin for
en skrivestue i et kloster.
Ordbetydningen refererer til middelalderens skriftlige praksis, specielt kopiering af manuskripter, men anvendes også med flere betydninger, herunder som blikfang for den kunstneriske fremstilling af illuminerede håndskrifter.
Den aktuelle akademiske betydning - specielt for middelalder-studier (en) - betoner tilstedeværelsen af en lokal og daterbar skrivestil, ikke nødvendigvis hjemmehørende i et kloster.
Ordet står ikke i ODS, men kan findes i Meyers Fremmedordbog.

## Praksis og betydning
Forsåvidt giver konceptet scriptorium et nogenlunde umiddelbart indblik i datidens praktiske produktion af afskrifter.
Men der er nogle forbehold at tage højde for som det fremgår af den nyere moderne tids historiske forskning.
Allerede Du Cange's latinske ordbog, i en genudgivelse fra 1710, bemærker under scriptores at 'scriptorium' er et rum i et kloster hvor kopieringen af bøger foregår.
Men primærbetydningen af 'scriptorium' er 'griffel'.

Du Cange's værk er udgivet i flere redigeringer, og i Pariser-udgaverne fra 1866 og 1886 er bemærkningen under scriptores skrevet som den primære betydning af 'scriptorium', stadig fulgt af 'griffel' - tillige 'skab' eller 'kammer', også ifølge udgaven fra 1710.

Scriptorium er tekstligt bevidnet fra middelalderen, men viser hen til en sen datering i relation til den praktiske baggrund, dvs kopieringen af manuskripter.
Hos Isidor af Sevilla (7.århundrede) betyder scriptorium en griffel (stylus) mens det først er hos
Ekkehard (de) og Ælfric (ca.10.århundrede) og Abelard (12.århundrede) betydningen 'skrivestue i et kloster' forekommer.
Wattenbach giver tillige eksempler fra det 12. og 13.århundrede hvor den gamle betydning er nogenlunde bibeholdt - scriptorium betyder fransk: ecritoire;tysk: schreibzeug - og mener den betydning er almindelig i Frankrig.

Dels er der det aspekt at en skrivestue som så - dvs. en sådan funktionel arkitektur - eksisterede i det 9.århundrede, men kun med sikkerhed i den ekceptionelle planskitse over klosteret i Sankt Gallen (de).
Planskitsen blev ikke realiseret, men det er antaget den har været kendt og har haft indflydelse på eftertidens klosterliv.
Dog må det i denne sammenhæng hér understreges at betegnelsen scriptorium ikke forekommer i planskitsen, selvom den er nøje kommenteret - den relevante kommentar lyder infra sedes scribentium, supra biblioteca.

Endelig er der ikke bevaret eller udgravet bygningskonstruktioner fra middelalderen der helt klart kan siges at have været en skrivestue,

og på den baggrund er det ikke så indlysende scriptorium er et autentisk sprogbrug der umiddelbart afspejler en middelalderlig praksis for kopieringen af manuskripter.

### Mulige rum
Scriptorium er tematisk associeret med kopiering -
kontekstuelt "fransk: transcription des livres",

og bladrer man lidt i ordbogen finder man også 'tabulariet' latin: tabularium, scriptio hvor der blev arbejdet med regnskaber og skøder.
Men, måske har datidens produktion af afskrifter ikke været så fastlagt, i arkitektonisk henseende.
Horne & Born (1986) giver flere arkitektoniske muligheder, udover den regelrette skrivestue, heriblandt Karrel (de)-korridoren, der fandt udbredelse omkring senmiddelalderen, ligeledes tekstlige vidnesbyrd om at munkenes egne kamre tjente som arbejdsrum, og som et tankevækkende fænomen må også nævnes at det antages der i Irland visse steder blev skrevet udendørs.

## Scriptoriumsom fremmedord
I nyere tids tekstnære middelalder-studier har der været en interesse for skildringer af enkelte manuskripters herkomst og en øget opmærksomhed på stilistiske karakteristika.
Ikke kun skriftstil - det palæografiske vidnesbyrd - karakteriserer et manuskript, men også tekstanalytiske elementer, såsom ordvalg, ex.

Although this charter might be compared with the statement Bede made about the extent of Æthelbald's power south of the Humber (HE, V.23), these titles are not adopted by other scriptoria of the period and may reveal more of the aspirations of Worcester draftsmen than the Mercian king's own perception of his rule.
Foot (1996, 33)

Også typisk, er at betegnelsen 'scriptorium' peger på en geografisk lokalisering, ex.

Den Ort, wo das Lorscher Arzneibuch geschrieben wurde, können wir aufgrund der Schriftzüge exakt bestimmen: Es war das Skriptorium des Klosters Lorsch, seinerzeit eine Reichsabtei, rechtsrheinisch etwa auf der Höhe von Worms gelegen.
Fischer (2010, 167)

Manuskriptets mest håndgribelige evidentia omfatter vidnesbyrd om de produktions-tekniske traditioner - pergamentet, blækket, forberedende kalkering, bogbinding - men specielt også de markante illustrationer og udsmykninger som tilsammen med palæografiske kendetegn og eventuelt tekst-analytiske observationer giver basis for at tematisere det lokale karakteristikum i datidens skriftlige praksis,

ex.

All the east Frankish scriptoria, indeed, merit close analysis of the relation between types of script and texts produced in the context of each scriptorium, but by and large the trends towards local or regional styles of script in general use are just as evident among them as they are in the west Frankish scriptoria(..)
McKitterick (1990, 14)

### Eksempler på anvendelse
- Fischer, Klaus-Dietrich (2010), "Das Lorscher Arzneibuch im Widerstreit der Meinungen" (PDF), Medizinhistorisches Journal, Stuttgart: Franz Steiner Verlag: 165-188, JSTOR 25805511
- Foot, Sarah (1996), "The making of Angelcynn: English identity before the Norman conquest", Transactions of the Royal Historical Society: 25-49, doi:10.2307/3679228, JSTOR 3679228
- McKitterick, Rosamond (1990), "Carolingian Book Production: Some Problems", The Library: 1-33, doi:10.1093/library/s6-12.1.1, ISSN 0024-2160

### Opslagsværker
- Redaktionen, red. (2016), "Scriptorium", Kunst og kultur - Billedkunst - Bogmaleri og miniaturemaleri, Den Store Danske (online almen tilgængelig), denstoredanske.dk: Gyldendal

Du Cange's latinske ordbog
Charles du Fresne, sieur du Cange og værket Glossarium ad scriptores mediae et infimae latinitatis (de), gængs refereret som Du Cange
- Domini DuCange, Caroli DuFresne (1710), Glossarium latinitatis, vol. III, Frankfurt: Officina Zunneriana, Johannem Adamum Jungium (Zunner, J.H. Jung) ; online proveniens: archive.org—Getty Research Institute ; se også den digitale redigering: SCRIPTORES s.835 - s.836 - s.837 (uni-mannheim.de)
- D.DuCange, Caroli DuFresne (1866),  Carpentari, D.P.; Adelungi; et aliorum; D'Arnis, W.-H. Maigne (red.), Lexicon manuale ad scriptores mediæ et infimæ latinitatis, Paris: par l'Abbé Migne; også i genoptryk (Heidelberg,1977): ISBN 348706426X
- Domino Du Cange, Carolo Du Fresne (1886),  monachorum Ordinis S. Benedicti è Congregatione S. Mauri; Carpenteri, D.P.; Adelungi; Henschel, G.A.L.; Favre, Leopold (red.), Glossarium mediæ et infimæ latinitatis, vol. VII, Niort, se også den digitale redigering:SCRIPTORIUM (sorbonne.fr)

## Eksterne links
- Scriptorium - internationalt tidsskrift for palæografi, også i fuldtekst 1946-2000 (Awol.org)
- The Plan of St. Gall Arkiveret 28. oktober 2016 hos  Wayback Machine - idealistisk planskitse fra o.år 800, med scriptorium
- www.scriptorium.dk - kunstnerisk produktion af illuminerede håndskrifter